# Tan Belā
Tan Belā (persiska: تَن بِلا, تُنبُلا) är en ort i Iran.   Den ligger i provinsen Mazandaran, i den norra delen av landet, 160 km nordost om huvudstaden Teheran. Antalet invånare är 406.
Terrängen runt Tan Belā är mycket platt. Runt Tan Belā är det tätbefolkat, med 790 invånare per kvadratkilometer. Närmaste större samhälle är Babol, 12,7 km sydväst om Tan Belā. Trakten runt Tan Belā består till största delen av jordbruksmark.